# The Unknown Soldier
The Unknown Soldier је први сингл Дорса са албума Waiting For The Sun. Песма је настала као реакција Џима Морисона на рат у Вијетнаму и начин на који је овај сукоб приказиван у америчким медијима. Сингл је заузео 39 место на листама у САД вероватно због контроверзне теме у песми.  Наредни сингл Дорса са овог албума,  Hello, I Love You  заузео је атрактивно 1 место на листама у САД.